# Osud
Osud (título original en checo; en español, El destino) es una ópera en tres actos con música de Leoš Janáček y libreto en checo del propio compositor y Fedora Bartošová. Janáček inició la composición de esta ópera en el año 1903 y la terminó en 1907. Junto con su última ópera, De la casa de los muertos, fue la única no representada en vida del compositor, siendo escuchada por vez primera el año 1934 en la Radio de Brno, y estrenada sobre el escenario en el año 1958 en Brno, dirigida por František Jílek.
Esta ópera rara vez se representa en la actualidad; en las estadísticas de Operabase aparece con 5 representaciones en el período 2005-2010.